# Lago di S. Pietro - Aquilaverde
Lago di S. Pietro - Aquilaverde este o arie protejată (arie specială de conservare — SAC, sit de importanță comunitară — SCI) din Italia întinsă pe o suprafață de 604 ha, integral pe uscat.

## Localizare
Centrul sitului Lago di S. Pietro - Aquilaverde este situat la coordonatele 41°01′14″N 15°29′53″E / 41.020556°N 15.498056°E.

## Înființare
Situl Lago di S. Pietro - Aquilaverde a fost declarat sit de importanță comunitară în mai 1995 pentru a proteja 28 de specii de animale. Situl a fost protejat și ca arie specială de conservare în mai 2019.

## Biodiversitate
Situată în ecoregiunea mediteraneană, aria protejată nu include niciun habitat protejat.
La baza desemnării sitului se află mai multe specii protejate:
- păsări (15): ciocârlie-de-câmp (Alauda arvensis), rață mare (Anas platyrhynchos), rață-cu-cap-castaniu (Aythya ferina), ciocârlie-cu-degete-scurte (Calandrella brachydactyla), porumbel gulerat (Columba palumbus), prepeliță (Coturnix coturnix), Falco naumanni, găinușă de baltă (Gallinula chloropus), sfrâncioc roșiatic (Lanius collurio), ciocârlie de bărăgan (Melanocorypha calandra), gaia neagră (Milvus migrans), gaia roșie (Milvus milvus), turturică (Streptopelia turtur), mierlă (Turdus merula), sturzul de vâsc (Turdus viscivorus)
- amfibieni (2): Bombina pachypus, Triturus carnifex
- mamifere (5): liliac cu aripi lungi (Miniopterus schreibersii), liliac cu urechi de șoarece (Myotis blythii), liliac comun (Myotis myotis), liliacul mare cu potcoavă (Rhinolophus ferrumequinum), liliacul mic cu potcoavă (Rhinolophus hipposideros)
- nevertebrate (2): Lindenia tetraphylla, Melanargia arge
- pești (3): Alburnus albidus, Barbus tyberinus, Rutilus rubilio
- reptile (1): șarpele cu patru dungi (Elaphe quatuorlineata)

Pe lângă speciile protejate, pe teritoriul sitului au mai fost identificate 2 specii de amfibieni, 1 specie de nevertebrate, 5 specii de reptile.